# Danh sách quốc gia theo tốc độ tăng trưởng GDP thực tế

Danh sách các quốc gia theo tăng trưởng GDP thực tế (2017)

Bài viết này bao gồm danh sách các quốc gia và vùng lãnh thổ phụ thuộc xếp theo tăng trưởng tổng sản phẩm nội địa thực tế; tốc độ tăng trưởng của tổng tất cả hàng hóa và dịch vụ tạo ra trong một năm. Thống kê được biên soạn từ Cơ sở dữ liệu Triển vọng Kinh tế Thế giới IMF phần lớn được tính trong năm 2017.

## Danh sách năm 2017
| Thứ tự | Quốc gia                             | Tốc độ tăng trưởng GDP (%) |  |
| ------ | ------------------------------------ | -------------------------- |  |
| 1      | Việt Nam                             | 6,8                        |  |
| 2      | Libya                                | 10,9                       |  |
| 3      | Ethiopia                             | 8,5                        |  |
| 4      | Bangladesh                           | 7,86                       |  |
| 5      | Bờ Biển Ngà                          | 7,2                        |  |
| 6      | Malaysia                             | 7,2                        |  |
| 7      | Iraq                                 | 7,6                        |  |
| 8      | Djibouti                             | 7                          |  |
| 9      | Romania                              | 7                          |  |
| 10     | Lào                                  | 6,9                        |  |
| 11     | Senegal                              | 6,8                        |  |
| 12     | Nepal                                | 6,8                        |  |
| 13     | Ấn Độ                                | 6,72                       |  |
| 14     | Guinea                               | 6,7                        |  |
| 15     | Philippines                          | 6,6                        |  |
| 16     | Turkmenistan                         | 6,5                        |  |
| 17     | Tanzania                             | 6,5                        |  |
| 18     | Burkina Faso                         | 6,4                        |  |
| 19     | Rwanda                               | 6,2                        |  |
| 20     | Thổ Nhĩ Kỳ                           | 6,1                        |  |
| 21     | Sierra Leone                         | 6,0                        |  |
| 22     | Uzbekistan                           | 6,0                        |  |
| 23     | Myanmar                              | 5,9                        |  |
| 24     | Ghana                                | 5,9                        |  |
| 25     | Iceland                              | 5,5                        |  |
| 26     | Benin                                | 5,4                        |  |
| 27     | Mali                                 | 5,3                        |  |
| 28     | Panama                               | 5,3                        |  |
| 29     | Pakistan                             | 5,3                        |  |
| 30     | Indonesia                            | 5,2                        |  |
| 31     | Malta                                | 5,1                        |  |
| 32     | Kenya                                | 5                          |  |
| 33     | Guinea-Bissau                        | 5                          |  |
| 34     | São Tomé và Príncipe                 | 5                          |  |
| 35     | Togo                                 | 5                          |  |
| 36     | Maroc                                | 4,8                        |  |
| 37     | Cộng hòa Dominica                    | 4,8                        |  |
| 38     | Mozambique                           | 4,7                        |  |
| 39     | Cộng hòa Trung Phi                   | 4,7                        |  |
| 40     | Sri Lanka                            | 4,7                        |  |
| 41     | Lesotho                              | 4,6                        |  |
| 42     | Maldives                             | 4,6                        |  |
| 43     | Malawi                               | 4,5                        |  |
| 44     | Nicaragua                            | 4,5                        |  |
| 45     | Tajikistan                           | 4,5                        |  |
| 46     | Vanuatu                              | 4,5                        |  |
| 47     | Botswana                             | 4,5                        |  |
| 48     | Uganda                               | 4,4                        |  |
| 49     | Madagascar                           | 4,3                        |  |
| 50     | Niger                                | 4,2                        |  |
| 51     | Bolivia                              | 4,2                        |  |
| 52     | Ai Cập                               | 4,1                        |  |
| 53     | Ireland                              | 4,1                        |  |
| 54     | Seychelles                           | 4,1                        |  |
| 55     | Estonia                              | 4                          |  |
| 56     | Honduras                             | 4                          |  |
| 57     | Moldova                              | 4                          |  |
| 58     | Đông Timor                           | 4                          |  |
| 59     | Slovenia                             | 4                          |  |
| 60     | Cabo Verde                           | 4                          |  |
| 61     | Zambia                               | 4                          |  |
| 62     | Cameroon                             | 4                          |  |
| 63     | Nauru                                | 4                          |  |
| 64     | Georgia                              | 4                          |  |
| 65     | Dominica                             | 3,9                        |  |
| 66     | Mauritius                            | 3,9                        |  |
| 67     | Luxembourg                           | 3,9                        |  |
| 68     | Paraguay                             | 3,9                        |  |
| 69     | Latvia                               | 3,8                        |  |
| 70     | Ba Lan                               | 3,8                        |  |
| 71     | Costa Rica                           | 3,8                        |  |
| 72     | Fiji                                 | 3,8                        |  |
| 73     | Mauritania                           | 3,8                        |  |
| 74     | Sudan                                | 3,7                        |  |
| 75     | Belize                               | 3.7                        |  |
| 76     | Albania                              | 3,7                        |  |
| 77     | Bulgaria                             | 3,6                        |  |
| 78     | Armenia                              | 3,5                        |  |
| 79     | Hồng Kông                            | 3,5                        |  |
| 80     | Guyana                               | 3,5                        |  |
| 81     | Litva                                | 3,5                        |  |
| 82     | Kyrgyzstan                           | 3,5                        |  |
| 83     | Kosovo                               | 3,5                        |  |
| 84     | Uruguay                              | 3,5                        |  |
| 85     | Cộng hòa Séc                         | 3,5                        |  |
| 86     | New Zealand                          | 3,5                        |  |
| 87     | Iran                                 | 3,5                        |  |
| 88     | Síp                                  | 3,4                        |  |
| 89     | Kazakhstan                           | 3,3                        |  |
| 90     | Comoros                              | 3,3                        |  |
| 91     | Slovakia                             | 3,3                        |  |
| 92     | Eritrea                              | 3,3                        |  |
| 93     | Tuvalu                               | 3,2                        |  |
| 94     | Hungary                              | 3,2                        |  |
| 95     | Guatemala                            | 3,2                        |  |
| 96     | Thụy Điển                            | 3,1                        |  |
| 97     | Israel                               | 3,1                        |  |
| 98     | Papua New Guinea                     | 3,1                        |  |
| 99     | Tây Ban Nha                          | 3,1                        |  |
| 100    | Hà Lan                               | 3,1                        |  |
| 101    | Tonga                                | 3,1                        |  |
| 102    | Canada                               | 3                          |  |
| 103    | Serbia                               | 3                          |  |
| 104    | Gambia                               | 3                          |  |
| 105    | Montenegro                           | 3                          |  |
| 106    | Quần đảo Solomon                     | 3                          |  |
| 107    | Croatia                              | 2,9                        |  |
| 108    | Zimbabwe                             | 2,8                        |  |
| 109    | Cộng hòa Dân chủ Congo               | 2,8                        |  |
| 110    | Phần Lan                             | 2,8                        |  |
| 111    | Kiribati                             | 2,8                        |  |
| 112    | Saint Kitts và Nevis                 | 2,7                        |  |
| 113    | Antigua và Barbuda                   | 2,7                        |  |
| 114    | Peru                                 | 2,7                        |  |
| 115    | Liberia                              | 2,6                        |  |
| 116    | Grenada                              | 2,5                        |  |
| 117    | Singapore                            | 2,5                        |  |
| 118    | Qatar                                | 2,5                        |  |
| 119    | Syria                                | 2,5                        |  |
| 120    | Belize                               | 2,5                        |  |
| 121    | Afghanistan                          | 2,5                        |  |
| 122    | Bosna và Hercegovina                 | 2,5                        |  |
| 123    | Macedonia                            | 2,5                        |  |
| 124    | Thái Lan                             | 2.5                        |  |
| 125    | Bồ Đào Nha                           | 2,5                        |  |
| 126    | Bahrain                              | 2,5                        |  |
| 127    | Argentina                            | 2,5                        |  |
| 128    | Somalia                              | 2.4                        |  |
| 129    | Tunisia                              | 2,3                        |  |
| 130    | El Salvador                          | 2,3                        |  |
| 131    | Jordan                               | 2,3                        |  |
| 132    | Áo                                   | 2,3                        |  |
| 133    | Úc                                   | 2,2                        |  |
| 134    | Saint Vincent và Grenadines          | 2,2                        |  |
| 135    | Hoa Kỳ                               | 2,2                        |  |
| 136    | Mexico                               | 2,1                        |  |
| 137    | American Samoa                       | 2,1                        |  |
| 138    | Đức                                  | 2,1                        |  |
| 139    | Micronesia                           | 2                          |  |
| 140    | Ukraina                              | 2                          |  |
| 141    | Mông Cổ                              | 2                          |  |
| 142    | Đài Loan                             | 2                          |  |
| 143    | Đan Mạch                             | 1,9                        |  |
| 144    | Quần đảo Marshall                    | 1,9                        |  |
| 145    | Bahamas                              | 1,8                        |  |
| 146    | Nga                                  | 1,8                        |  |
| 147    | Hy Lạp                               | 1,8                        |  |
| 148    | Colombia                             | 1,7                        |  |
| 149    | Jamaica                              | 1,7                        |  |
| 150    | Bỉ                                   | 1,6                        |  |
| 151    | Saint Lucia                          | 1,6                        |  |
| 152    | Pháp                                 | 1,6                        |  |
| 153    | Nhật Bản                             | 1,5                        |  |
| 154    | Ý                                    | 1,5                        |  |
| 155    | Liban                                | 1,5                        |  |
| 156    | Angola                               | 1,5                        |  |
| 157    | Algeria                              | 1,4                        |  |
| 158    | Bắc Ireland                          | 1,4                        |  |
| 159    | Chile                                | 1,4                        |  |
| 160    | Na Uy                                | 1,4                        |  |
| 161    | Các Tiểu vương quốc Ả Rập Thống nhất | 1,3                        |  |
| 162    | San Marino                           | 1,2                        |  |
| 163    | Anh Quốc                             | 1,2                        |  |
| 164    | Azerbaijan                           | 1                          |  |
| 165    | Thụy Sĩ                              | 1                          |  |
| 166    | Haiti                                | 1                          |  |
| 167    | Palau                                | 1                          |  |
| 168    | Venezuela                            | 12                         |  |
| 169    | Gabon                                | 1                          |  |
| 170    | Barbados                             | 0,9                        |  |
| 171    | Nigeria                              | 0,8                        |  |
| 172    | Namibia                              | 0,8                        |  |
| 173    | Brasil                               | 0,7                        |  |
| 174    | Belarus                              | 0,7                        |  |
| 175    | Nam Phi                              | 0,7                        |  |
| 176    | Chad                                 | 0,6                        |  |
| 177    | Swaziland                            | 0,3                        |  |
| 178    | Ecuador                              | 0,2                        |  |
| 179    | Ả Rập Xê Út                          | 0,1                        |  |
| 180    | Burundi                              | 0                          |  |
| 181    | Oman                                 | 0                          |  |
| 182    | Suriname                             | 1,2                        |  |
| 183    | Brunei                               | 1,3                        |  |
| 184    | Yemen                                | 2                          |  |
| 185    | Kuwait                               | 2,1                        |  |
| 186    | Puerto Rico                          | 2,8                        |  |
| 187    | Palestine                            | 2,8                        |  |
| 188    | Trinidad và Tobago                   | 3,2                        |  |
| 189    | Cộng hòa Congo                       | 3,6                        |  |
| 190    | Hàn Quốc                             | 6.2                        |  |
| 191    | Nam Sudan                            | 6,3                        |  |
| 192    | Guinea Xích Đạo                      | 7,4                        |  |
| 193    | Venezuela                            | 12                         |  |
| 194    | Campuchia                            | 12.3                       |  |

## Danh sách tổng hợp các năm bởiNgân hàng Thế giới
Danh sách các quốc gia theo tăng trưởng hàng năm từ 2013 đến 2017.
Quốc gia với nền xanh là thành viên của Liên minh Châu Âu.
| Quốc gia                    | Tăng trưởng GDP thực tế (%) 2013 | Tăng trưởng GDP thực tế (%) 2014 | Tăng trưởng GDP thực tế (%) 2015 | Tăng trưởng GDP thực tế (%) 2016 | Tăng trưởng GDP thực tế (%) 2017 | Tăng trưởng GDP trung bình (%) 2013–2017 |
| --------------------------- | -------------------------------- | -------------------------------- | -------------------------------- | -------------------------------- | -------------------------------- | ---------------------------------------- |
| Libya                       | −13.60 %                         | −24.00 %                         | −8.86 %                          | −2.80 %                          | 26.68 %                          | −5.26 %                                  |
| Guinée                      | 3.94 %                           | 3.71 %                           | 3.82 %                           | 10.45 %                          | 12.70 %                          | 7.86 %                                   |
| Ethiopia                    | 10.58 %                          | 10.26 %                          | 10.39 %                          | 7.56 %                           | 10.25 %                          | 11.92 %                                  |
| Macao                       | 11.20 %                          | −1.20 %                          | −21.54 %                         | −0.86 %                          | 9.10 %                           | −1.35 %                                  |
| Maldives                    | 7.28 %                           | 7.33 %                           | 2.25 %                           | 6.16 %                           | 8.83 %                           | 7.20 %                                   |
| Ghana                       | 7.31 %                           | 3.99 %                           | 3.84 %                           | 3.72 %                           | 8.51 %                           | 6.08 %                                   |
| Ireland                     | 1.64 %                           | 8.33 %                           | 25.56 %                          | 5.14 %                           | 7.80 %                           | 11.34 %                                  |
| Bờ Biển Ngà                 | 8.89 %                           | 8.79 %                           | 8.84 %                           | 8.34 %                           | 7.80 %                           | 10.12 %                                  |
| Armenia                     | 3.30 %                           | 3.60 %                           | 3.20 %                           | 0.20 %                           | 7.50 %                           | 3.79 %                                   |
| Nepal                       | 4.13 %                           | 5.99 %                           | 3.32 %                           | 0.41 %                           | 7.50 %                           | 4.62 %                                   |
| Thổ Nhĩ Kỳ                  | 8.49 %                           | 5.17 %                           | 6.09 %                           | 3.18 %                           | 7.42 %                           | 6.83 %                                   |
| Bangladesh                  | 6.01 %                           | 6.06 %                           | 6.55 %                           | 7.11 %                           | 7.28 %                           | 7.53 %                                   |
| Tanzania                    | 7.26 %                           | 6.97 %                           | 6.96 %                           | 6.97 %                           | 7.10 %                           | 8.12 %                                   |
| Tajikistan                  | 7.40 %                           | 6.70 %                           | 6.00 %                           | 6.90 %                           | 7.10 %                           | 7.81 %                                   |
| România                     | 3.53 %                           | 3.08 %                           | 3.94 %                           | 4.82 %                           | 6.95 %                           | 4.87 %                                   |
| Trung Quốc                  | 7.76 %                           | 7.30 %                           | 6.90 %                           | 6.70 %                           | 6.90 %                           | 8.20 %                                   |
| Lào                         | 8.03 %                           | 7.61 %                           | 7.27 %                           | 7.02 %                           | 6.89 %                           | 8.53 %                                   |
| Bhutan                      | 2.14 %                           | 5.75 %                           | 6.60 %                           | 7.99 %                           | 6.82 %                           | 6.56 %                                   |
| Campuchia                   | 7.36 %                           | 7.14 %                           | 7.04 %                           | 6.95 %                           | 6.82 %                           | 8.13 %                                   |
| Việt Nam                    | 5.42 %                           | 5.98 %                           | 6.68 %                           | 6.21 %                           | 6.81 %                           | 7.04 %                                   |
| Sénégal                     | 3.46 %                           | 4.08 %                           | 6.46 %                           | 6.74 %                           | 6.79 %                           | 6.13 %                                   |
| Burkina Faso                | 5.79 %                           | 4.33 %                           | 3.90 %                           | 5.93 %                           | 6.74 %                           | 5.93 %                                   |
| Philippines                 | 7.06 %                           | 6.15 %                           | 6.07 %                           | 6.88 %                           | 6.69 %                           | 7.49 %                                   |
| Ấn Độ                       | 6.39 %                           | 7.41 %                           | 8.15 %                           | 7.11 %                           | 6.62 %                           | 7.14 %                                   |
| Turkmenistan                | 10.20 %                          | 10.30 %                          | 6.50 %                           | 6.20 %                           | 6.50 %                           | 9.28 %                                   |
| Malta                       | 4.61 %                           | 8.11 %                           | 9.62 %                           | 5.23 %                           | 6.42 %                           | 7.77 %                                   |
| Myanmar                     | 8.43 %                           | 7.99 %                           | 6.99 %                           | 5.72 %                           | 6.37 %                           | 8.18 %                                   |
| Rwanda                      | 4.70 %                           | 7.62 %                           | 8.87 %                           | 5.98 %                           | 6.10 %                           | 7.59 %                                   |
| Guiné-Bissau                | 3.27 %                           | 0.97 %                           | 6.13 %                           | 6.26 %                           | 5.92 %                           | 4.91 %                                   |
| Malaysia                    | 4.69 %                           | 6.01 %                           | 5.03 %                           | 4.22 %                           | 5.90 %                           | 5.73 %                                   |
| Mông Cổ                     | 11.65 %                          | 7.89 %                           | 2.38 %                           | 1.24 %                           | 5.89 %                           | 6.44 %                                   |
| Pakistan                    | 4.40 %                           | 4.68 %                           | 4.73 %                           | 5.53 %                           | 5.70 %                           | 5.53 %                                   |
| Lesotho                     | 1.84 %                           | 3.12 %                           | 2.52 %                           | 2.40 %                           | 5.59 %                           | 3.28 %                                   |
| Bénin                       | 7.19 %                           | 6.36 %                           | 2.10 %                           | 3.97 %                           | 5.58 %                           | 5.56 %                                   |
| Togo                        | 3.97 %                           | 5.87 %                           | 5.39 %                           | 5.40 %                           | 5.57 %                           | 5.82 %                                   |
| Panama                      | 6.90 %                           | 5.07 %                           | 5.58 %                           | 4.99 %                           | 5.36 %                           | 6.24 %                                   |
| Mali                        | 2.30 %                           | 7.04 %                           | 5.96 %                           | 5.80 %                           | 5.30 %                           | 5.85 %                                   |
| Uzbekistan                  | 8.00 %                           | 7.79 %                           | 8.00 %                           | 7.80 %                           | 5.30 %                           | 8.54 %                                   |
| Indonesia                   | 5.56 %                           | 5.01 %                           | 4.88 %                           | 5.03 %                           | 5.07 %                           | 5.66 %                                   |
| Slovenia                    | −1.13 %                          | 2.98 %                           | 2.26 %                           | 3.15 %                           | 5.00 %                           | 2.55 %                                   |
| Gruzia                      | 3.39 %                           | 4.62 %                           | 2.88 %                           | 2.85 %                           | 4.99 %                           | 4.03 %                                   |
| Niger                       | 5.27 %                           | 7.53 %                           | 4.34 %                           | 4.93 %                           | 4.90 %                           | 6.00 %                                   |
| Kenya                       | 5.88 %                           | 5.35 %                           | 5.71 %                           | 5.87 %                           | 4.89 %                           | 6.19 %                                   |
| Nicaragua                   | 4.93 %                           | 4.79 %                           | 4.77 %                           | 4.66 %                           | 4.86 %                           | 5.29 %                                   |
| Estonia                     | 1.94 %                           | 2.89 %                           | 1.67 %                           | 2.06 %                           | 4.85 %                           | 2.82 %                                   |
| Honduras                    | 2.79 %                           | 3.06 %                           | 3.84 %                           | 3.75 %                           | 4.79 %                           | 3.92 %                                   |
| Kyrgyzstan                  | 10.92 %                          | 4.02 %                           | 3.88 %                           | 4.34 %                           | 4.58 %                           | 6.16 %                                   |
| Cộng hòa Dominica           | 2.79 %                           | 7.61 %                           | 7.03 %                           | 6.61 %                           | 4.55 %                           | 6.39 %                                   |
| Ba Lan                      | 1.39 %                           | 3.28 %                           | 3.85 %                           | 2.86 %                           | 4.55 %                           | 3.39 %                                   |
| Latvia                      | 2.43 %                           | 1.86 %                           | 2.97 %                           | 2.21 %                           | 4.55 %                           | 2.96 %                                   |
| Vanuatu                     | 1.97 %                           | 2.33 %                           | −0.80 %                          | 4.00 %                           | 4.50 %                           | 2.50 %                                   |
| Moldova                     | 9.40 %                           | 4.80 %                           | −0.40 %                          | 4.50 %                           | 4.50 %                           | 4.94 %                                   |
| Kosovo                      | 3.43 %                           | 1.20 %                           | 4.09 %                           | 4.07 %                           | 4.47 %                           | 3.69 %                                   |
| Iran                        | −1.91 %                          | 4.34 %                           | −1.50 %                          | 13.40 %                          | 4.30 %                           | 3.85 %                                   |
| Montenegro                  | 3.55 %                           | 1.78 %                           | 3.39 %                           | 2.95 %                           | 4.30 %                           | 3.40 %                                   |
| Trung Phi                   | −36.70 %                         | 1.04 %                           | 4.80 %                           | 4.53 %                           | 4.30 %                           | −5.38 %                                  |
| Cộng hòa Séc                | −0.48 %                          | 2.72 %                           | 5.31 %                           | 2.59 %                           | 4.29 %                           | 3.04 %                                   |
| Sudan                       | 4.40 %                           | 2.68 %                           | 4.91 %                           | 4.70 %                           | 4.28 %                           | 4.56 %                                   |
| Seychelles                  | 6.05 %                           | 3.32 %                           | 3.50 %                           | 4.50 %                           | 4.20 %                           | 4.70 %                                   |
| Bolivia                     | 6.80 %                           | 5.46 %                           | 4.86 %                           | 4.26 %                           | 4.20 %                           | 5.66 %                                   |
| Ai Cập                      | 2.19 %                           | 2.92 %                           | 4.37 %                           | 4.35 %                           | 4.18 %                           | 3.87 %                                   |
| Madagascar                  | 2.26 %                           | 3.32 %                           | 3.12 %                           | 4.18 %                           | 4.17 %                           | 3.65 %                                   |
| Sierra Leone                | 20.72 %                          | 4.56 %                           | −20.60 %                         | 6.06 %                           | 4.16 %                           | 2.14 %                                   |
| Maroc                       | 4.54 %                           | 2.67 %                           | 4.55 %                           | 1.22 %                           | 4.10 %                           | 3.65 %                                   |
| Djibouti                    | 7.95 %                           | 8.92 %                           | 9.68 %                           | 8.72 %                           | 4.09 %                           | 9.19 %                                   |
| Zambia                      | 5.06 %                           | 4.70 %                           | 2.92 %                           | 3.76 %                           | 4.08 %                           | 4.45 %                                   |
| Malawi                      | 5.20 %                           | 5.70 %                           | 2.80 %                           | 2.48 %                           | 4.00 %                           | 4.37 %                                   |
| Kazakhstan                  | 6.00 %                           | 4.20 %                           | 1.20 %                           | 1.10 %                           | 4.00 %                           | 3.51 %                                   |
| Hungary                     | 2.10 %                           | 4.23 %                           | 3.37 %                           | 2.21 %                           | 3.99 %                           | 3.38 %                                   |
| Uganda                      | 3.59 %                           | 5.11 %                           | 5.19 %                           | 4.66 %                           | 3.97 %                           | 4.93 %                                   |
| Thái Lan                    | 2.69 %                           | 0.98 %                           | 3.02 %                           | 3.28 %                           | 3.90 %                           | 2.93 %                                   |
| Cabo Verde                  | 0.80 %                           | 0.61 %                           | 1.07 %                           | 3.82 %                           | 3.89 %                           | 2.11 %                                   |
| Bahrain                     | 5.42 %                           | 4.35 %                           | 2.86 %                           | 3.22 %                           | 3.89 %                           | 4.27 %                                   |
| Síp                         | −5.93 %                          | −1.40 %                          | 1.98 %                           | 3.40 %                           | 3.88 %                           | 0.32 %                                   |
| São Tomé và Príncipe        | 4.82 %                           | 6.55 %                           | 3.82 %                           | 4.18 %                           | 3.88 %                           | 5.10 %                                   |
| Albania                     | 1.00 %                           | 1.77 %                           | 2.22 %                           | 3.35 %                           | 3.84 %                           | 2.55 %                                   |
| Litva                       | 3.49 %                           | 3.54 %                           | 2.04 %                           | 2.35 %                           | 3.83 %                           | 3.24 %                                   |
| Fiji                        | 4.37 %                           | 5.60 %                           | 3.84 %                           | 0.38 %                           | 3.80 %                           | 3.85 %                                   |
| Mauritius                   | 3.36 %                           | 3.75 %                           | 3.47 %                           | 3.80 %                           | 3.80 %                           | 3.91 %                                   |
| Hồng Kông                   | 3.10 %                           | 2.76 %                           | 2.39 %                           | 2.16 %                           | 3.79 %                           | 3.00 %                                   |
| Grenada                     | 2.35 %                           | 7.34 %                           | 6.44 %                           | 3.68 %                           | 3.73 %                           | 5.15 %                                   |
| Mozambique                  | 7.14 %                           | 7.44 %                           | 6.59 %                           | 3.76 %                           | 3.71 %                           | 6.41 %                                   |
| Cộng hòa Dân chủ Congo      | 8.48 %                           | 9.47 %                           | 6.92 %                           | 2.40 %                           | 3.70 %                           | 6.97 %                                   |
| Iceland                     | 4.31 %                           | 2.20 %                           | 4.31 %                           | 7.48 %                           | 3.64 %                           | 4.77 %                                   |
| Singapore                   | 5.11 %                           | 3.88 %                           | 2.24 %                           | 2.40 %                           | 3.62 %                           | 3.69 %                                   |
| Bulgaria                    | 0.86 %                           | 1.33 %                           | 3.62 %                           | 3.94 %                           | 3.56 %                           | 2.80 %                                   |
| Gambia                      | 4.79 %                           | 0.90 %                           | 4.30 %                           | 2.22 %                           | 3.50 %                           | 3.33 %                                   |
| Mauritanie                  | 6.09 %                           | 5.58 %                           | 1.40 %                           | 2.00 %                           | 3.50 %                           | 3.98 %                                   |
| Zimbabwe                    | 5.53 %                           | 2.13 %                           | 1.69 %                           | 0.62 %                           | 3.45 %                           | 2.82 %                                   |
| Slovakia                    | 1.49 %                           | 2.75 %                           | 3.85 %                           | 3.33 %                           | 3.40 %                           | 3.14 %                                   |
| Antigua và Barbuda          | −0.10 %                          | 5.10 %                           | 4.06 %                           | 5.34 %                           | 3.34 %                           | 3.79 %                                   |
| Israel                      | 4.11 %                           | 3.41 %                           | 3.04 %                           | 4.09 %                           | 3.33 %                           | 3.86 %                                   |
| Tuvalu                      | 4.58 %                           | 1.35 %                           | 9.14 %                           | 3.04 %                           | 3.24 %                           | 4.61 %                                   |
| Quần đảo Solomon            | 3.02 %                           | 2.25 %                           | 2.54 %                           | 3.46 %                           | 3.24 %                           | 3.07 %                                   |
| Costa Rica                  | 2.27 %                           | 3.52 %                           | 3.63 %                           | 4.16 %                           | 3.19 %                           | 3.58 %                                   |
| Cameroon                    | 5.40 %                           | 5.88 %                           | 5.65 %                           | 4.45 %                           | 3.18 %                           | 5.41 %                                   |
| Hà Lan                      | −0.19 %                          | 1.42 %                           | 2.26 %                           | 2.21 %                           | 3.16 %                           | 1.83 %                                   |
| Palestine                   | 2.22 %                           | −0.18 %                          | 3.43 %                           | 4.71 %                           | 3.14 %                           | 2.80 %                                   |
| Sri Lanka                   | 3.40 %                           | 4.96 %                           | 5.01 %                           | 4.47 %                           | 3.11 %                           | 4.55 %                                   |
| Kiribati                    | 5.78 %                           | 2.41 %                           | 6.45 %                           | 1.14 %                           | 3.10 %                           | 4.05 %                                   |
| Hàn Quốc                    | 2.90 %                           | 3.34 %                           | 2.79 %                           | 2.93 %                           | 3.06 %                           | 3.19 %                                   |
| Tây Ban Nha                 | −1.71 %                          | 1.38 %                           | 3.43 %                           | 3.27 %                           | 3.05 %                           | 1.94 %                                   |
| Canada                      | 2.48 %                           | 2.86 %                           | 1.00 %                           | 1.41 %                           | 3.05 %                           | 2.25 %                                   |
| Áo                          | 0.03 %                           | 0.83 %                           | 1.09 %                           | 1.45 %                           | 3.04 %                           | 1.32 %                                   |
| Bosna và Hercegovina        | 2.35 %                           | 1.15 %                           | 3.08 %                           | 3.14 %                           | 3.03 %                           | 2.68 %                                   |
| New Zealand                 | 2.02 %                           | 3.55 %                           | 4.43 %                           | 3.47 %                           | 3.03 %                           | 3.52 %                                   |
| Ecuador                     | 4.95 %                           | 3.79 %                           | 0.10 %                           | −1.58 %                          | 3.00 %                           | 2.11 %                                   |
| Guyana                      | 5.22 %                           | 3.85 %                           | 3.16 %                           | 3.32 %                           | 2.93 %                           | 3.98 %                                   |
| Argentina                   | 2.41 %                           | −2.51 %                          | 2.73 %                           | −1.82 %                          | 2.86 %                           | 0.72 %                                   |
| Croatia                     | −0.65 %                          | −0.10 %                          | 2.35 %                           | 3.17 %                           | 2.78 %                           | 1.54 %                                   |
| Guatemala                   | 3.70 %                           | 4.17 %                           | 4.14 %                           | 3.09 %                           | 2.76 %                           | 3.83 %                                   |
| Tonga                       | −3.13 %                          | 2.07 %                           | 3.71 %                           | 3.38 %                           | 2.70 %                           | 1.77 %                                   |
| Saint Lucia                 | 3.40 %                           | −0.22 %                          | 1.96 %                           | 1.65 %                           | 2.69 %                           | 1.96 %                                   |
| Bồ Đào Nha                  | −1.13 %                          | 0.89 %                           | 1.82 %                           | 1.62 %                           | 2.68 %                           | 1.20 %                                   |
| Uruguay                     | 4.64 %                           | 3.24 %                           | 0.37 %                           | 1.69 %                           | 2.66 %                           | 2.64 %                                   |
| Phần Lan                    | −0.76 %                          | −0.63 %                          | 0.14 %                           | 2.14 %                           | 2.63 %                           | 0.70 %                                   |
| Afghanistan                 | 3.90 %                           | 2.69 %                           | 1.31 %                           | 2.37 %                           | 2.60 %                           | 2.71 %                                   |
| Perú                        | 5.85 %                           | 2.35 %                           | 3.25 %                           | 3.95 %                           | 2.53 %                           | 3.84 %                                   |
| Ukraina                     | −0.02 %                          | −6.55 %                          | −9.77 %                          | 2.31 %                           | 2.50 %                           | −2.32 %                                  |
| Quần đảo Marshall           | 2.86 %                           | −0.76 %                          | −0.37 %                          | 1.91 %                           | 2.50 %                           | 1.25 %                                   |
| Comoros                     | 3.50 %                           | 2.06 %                           | 1.02 %                           | 2.20 %                           | 2.50 %                           | 2.36 %                                   |
| Samoa                       | −1.93 %                          | 1.20 %                           | 1.64 %                           | 7.15 %                           | 2.50 %                           | 2.16 %                                   |
| Liberia                     | 8.70 %                           | 0.70 %                           | 0.00 %                           | −1.60 %                          | 2.46 %                           | 2.07 %                                   |
| Belarus                     | 1.02 %                           | 1.72 %                           | −3.83 %                          | −2.53 %                          | 2.42 %                           | −0.27 %                                  |
| Botswana                    | 11.34 %                          | 4.15 %                           | −1.70 %                          | 4.32 %                           | 2.36 %                           | 4.34 %                                   |
| El Salvador                 | 2.38 %                           | 1.98 %                           | 2.38 %                           | 2.58 %                           | 2.32 %                           | 2.44 %                                   |
| Luxembourg                  | 3.65 %                           | 5.77 %                           | 2.86 %                           | 3.08 %                           | 2.30 %                           | 3.78 %                                   |
| Thụy Điển                   | 1.24 %                           | 2.60 %                           | 4.52 %                           | 3.24 %                           | 2.29 %                           | 2.93 %                                   |
| Hoa Kỳ                      | 1.68 %                           | 2.57 %                           | 2.86 %                           | 1.49 %                           | 2.27 %                           | 2.27 %                                   |
| Đan Mạch                    | 0.93 %                           | 1.68 %                           | 1.61 %                           | 1.96 %                           | 2.24 %                           | 1.74 %                                   |
| Đức                         | 0.49 %                           | 1.93 %                           | 1.74 %                           | 1.94 %                           | 2.22 %                           | 1.72 %                                   |
| Papua New Guinea            | 3.83 %                           | 15.42 %                          | 5.30 %                           | 1.90 %                           | 2.20 %                           | 6.28 %                                   |
| México                      | 1.35 %                           | 2.85 %                           | 3.27 %                           | 2.91 %                           | 2.04 %                           | 2.61 %                                   |
| Liban                       | 2.64 %                           | 2.00 %                           | 0.82 %                           | 2.00 %                           | 2.02 %                           | 1.97 %                                   |
| Eswatini                    | 6.42 %                           | 1.93 %                           | 0.39 %                           | 1.37 %                           | 2.00 %                           | 2.52 %                                   |
| Liên bang Micronesia        | −3.86 %                          | −2.16 %                          | 4.93 %                           | −0.06 %                          | 2.00 %                           | 0.12 %                                   |
| Jordan                      | 2.83 %                           | 3.10 %                           | 2.39 %                           | 2.00 %                           | 1.96 %                           | 2.58 %                                   |
| Úc                          | 2.64 %                           | 2.58 %                           | 2.35 %                           | 2.83 %                           | 1.96 %                           | 2.60 %                                   |
| Tunisia                     | 2.88 %                           | 2.82 %                           | 1.15 %                           | 1.11 %                           | 1.96 %                           | 2.06 %                                   |
| Na Uy                       | 1.04 %                           | 1.98 %                           | 1.97 %                           | 1.10 %                           | 1.92 %                           | 1.65 %                                   |
| Serbia                      | 2.57 %                           | −1.83 %                          | 0.76 %                           | 2.80 %                           | 1.87 %                           | 1.25 %                                   |
| Pháp                        | 0.58 %                           | 0.95 %                           | 1.07 %                           | 1.19 %                           | 1.82 %                           | 1.15 %                                   |
| Anh Quốc                    | 2.05 %                           | 3.05 %                           | 2.35 %                           | 1.94 %                           | 1.79 %                           | 2.34 %                                   |
| Colombia                    | 4.87 %                           | 4.39 %                           | 3.05 %                           | 2.04 %                           | 1.77 %                           | 3.43 %                                   |
| Saint Kitts và Nevis        | 6.22 %                           | 5.96 %                           | 3.98 %                           | 2.21 %                           | 1.74 %                           | 4.34 %                                   |
| Bỉ                          | 0.20 %                           | 1.29 %                           | 1.43 %                           | 1.41 %                           | 1.73 %                           | 1.24 %                                   |
| Nhật Bản                    | 2.00 %                           | 0.38 %                           | 1.35 %                           | 0.94 %                           | 1.71 %                           | 1.31 %                                   |
| Algérie                     | 2.77 %                           | 3.79 %                           | 3.76 %                           | 3.30 %                           | 1.70 %                           | 3.25 %                                   |
| Barbados                    | −0.07 %                          | 0.06 %                           | 0.90 %                           | 2.00 %                           | 1.67 %                           | 0.93 %                                   |
| Saint Vincent và Grenadines | 1.83 %                           | 0.98 %                           | 1.82 %                           | 1.27 %                           | 1.60 %                           | 1.55 %                                   |
| Qatar                       | 4.41 %                           | 3.98 %                           | 3.55 %                           | 2.22 %                           | 1.60 %                           | 3.35 %                                   |
| Nga                         | 1.79 %                           | 0.74 %                           | −2.83 %                          | −0.23 %                          | 1.55 %                           | 0.19 %                                   |
| Ý                           | −1.73 %                          | 0.11 %                           | 0.93 %                           | 0.86 %                           | 1.50 %                           | 0.33 %                                   |
| Chile                       | 4.05 %                           | 1.78 %                           | 2.31 %                           | 1.27 %                           | 1.49 %                           | 2.27 %                                   |
| Bahamas                     | −0.41 %                          | −0.15 %                          | 1.04 %                           | −1.69 %                          | 1.44 %                           | 0.04 %                                   |
| Hy Lạp                      | −3.24 %                          | 0.74 %                           | −0.29 %                          | −0.24 %                          | 1.35 %                           | −0.35 %                                  |
| Brunei                      | −2.13 %                          | −2.35 %                          | −0.57 %                          | −2.47 %                          | 1.33 %                           | −1.22 %                                  |
| Nam Phi                     | 2.49 %                           | 1.85 %                           | 1.28 %                           | 0.57 %                           | 1.32 %                           | 1.55 %                                   |
| San Marino                  | −3.03 %                          | −0.88 %                          | 0.49 %                           | 0.97 %                           | 1.24 %                           | −0.25 %                                  |
| Haiti                       | 4.23 %                           | 2.81 %                           | 1.21 %                           | 1.45 %                           | 1.17 %                           | 2.26 %                                   |
| Gabon                       | 5.64 %                           | 4.32 %                           | 3.88 %                           | 2.08 %                           | 1.11 %                           | 3.63 %                                   |
| Thụy Sĩ                     | 1.85 %                           | 2.45 %                           | 1.23 %                           | 1.38 %                           | 1.09 %                           | 1.65 %                                   |
| Brasil                      | 3.01 %                           | 0.51 %                           | −3.55 %                          | −3.47 %                          | 0.98 %                           | −0.53 %                                  |
| Belize                      | 0.71 %                           | 4.05 %                           | 3.80 %                           | −0.49 %                          | 0.88 %                           | 1.84 %                                   |
| Nigeria                     | 5.39 %                           | 6.31 %                           | 2.65 %                           | −1.62 %                          | 0.82 %                           | 2.81 %                                   |
| UAE                         | 5.05 %                           | 4.40 %                           | 5.07 %                           | 2.99 %                           | 0.79 %                           | 3.92 %                                   |
| Paraguay                    | 14.04 %                          | 4.72 %                           | 2.96 %                           | 4.02 %                           | 0.77 %                           | 5.78 %                                   |
| Angola                      | 6.81 %                           | 4.80 %                           | 3.00 %                           | −0.81 %                          | 0.72 %                           | 3.04 %                                   |
| Burundi                     | 4.59 %                           | 4.66 %                           | −3.92 %                          | −0.57 %                          | 0.52 %                           | 1.02 %                                   |
| Jamaica                     | 0.50 %                           | 0.68 %                           | 0.89 %                           | 1.37 %                           | 0.48 %                           | 0.80 %                                   |
| Azerbaijan                  | 5.80 %                           | 2.00 %                           | 1.10 %                           | −3.10 %                          | 0.10 %                           | 1.17 %                                   |
| Suriname                    | 2.93 %                           | 0.26 %                           | −2.60 %                          | −5.14 %                          | 0.10 %                           | −0.91 %                                  |
| Bắc Macedonia               | 2.93 %                           | 3.63 %                           | 3.84 %                           | 2.92 %                           | 0.02 %                           | 2.80 %                                   |
| Oman                        | 4.37 %                           | 2.65 %                           | 4.74 %                           | 5.38 %                           | −0.27 %                          | 3.59 %                                   |
| Ả Rập Xê Út                 | 2.70 %                           | 3.65 %                           | 4.11 %                           | 1.67 %                           | −0.74 %                          | 2.37 %                                   |
| Namibia                     | 5.62 %                           | 6.35 %                           | 6.11 %                           | 0.70 %                           | −0.77 %                          | 3.82 %                                   |
| Iraq                        | 6.57 %                           | 0.70 %                           | 4.80 %                           | 11.00 %                          | −0.78 %                          | 4.77 %                                   |
| Yemen                       | 4.82 %                           | −0.19 %                          | −28.00 %                         | −34.34 %                         | −2.00 %                          | −10.31 %                                 |
| Trinidad và Tobago          | 0.98 %                           | −0.25 %                          | 1.52 %                           | −5.96 %                          | −2.34 %                          | −1.22 %                                  |
| Kuwait                      | 1.15 %                           | 0.50 %                           | 0.59 %                           | 3.55 %                           | −2.87 %                          | 0.57 %                                   |
| Tchad                       | 5.70 %                           | 6.90 %                           | 2.77 %                           | −6.26 %                          | −2.95 %                          | 1.13 %                                   |
| Guinea Xích Đạo             | −4.13 %                          | 0.42 %                           | −9.10 %                          | −8.58 %                          | −3.22 %                          | −4.51 %                                  |
| Palau                       | −1.52 %                          | 2.70 %                           | 10.14 %                          | 0.06 %                           | −3.72 %                          | 1.46 %                                   |
| Dominica                    | −0.61 %                          | 4.43 %                           | −2.54 %                          | 2.64 %                           | −4.21 %                          | −0.11 %                                  |
| Cộng hoà Congo              | 3.44 %                           | 6.78 %                           | 2.65 %                           | −2.80 %                          | −4.59 %                          | 1.03 %                                   |
| Puerto Rico                 | −0.10 %                          | −1.80 %                          | −0.70 %                          | −1.10 %                          | −7.67 %                          | −2.21 %                                  |
| Đông Timor                  | −11.00 %                         | −26.05 %                         | 20.88 %                          | 0.83 %                           | −8.00 %                          | −5.24 %                                  |
| Venezuela                   | 1.34 %                           | −3.89 %                          | −5.72 %                          | −18.00 %                         | −14.00 %                         | −7.05 %                                  |
| Thế giới                    | 2.62 %                           | 2.86 %                           | 2.86 %                           | 2.51 %                           | 3.15 %                           | 2.96 %                                   |